# EHF-Pokal der Frauen 2008/09
Am EHF-Pokal 2008/09 nahmen insgesamt 63 Handball-Vereinsmannschaften teil, die sich in der vorangegangenen Saison in ihren Heimatländern für den Wettbewerb qualifizieren konnten. Es war die 28. Austragung des EHF-Pokals. Die Pokalspiele begannen am 6. September 2008, das Rückrundenfinale fand am 17. Mai 2009 statt. Sieger des EHF-Pokals in diesem Jahr wurde der spanische Verein SD Itxako. Titelverteidiger des EHF-Pokals ist der russische Verein GK Dynamo Wolgograd.

## Qualifikation

### Runde 1
Die Spiele fanden am 6./7./11./12./13. September und am 7./13./14. September statt.
|                           | Gesamt    |                             | Hinspiel | Rückspiel |
| ------------------------- | --------- | --------------------------- | -------- | --------- |
| ŽRK Borac Banja Luka      | 63 : 50   | Garadagh HC Baku            | 39 : 27  | 24 : 23   |
| DHW Antwerpen             | 59 : 39   | KH Kosova Vushtrri          | 32 : 19  | 27 : 20   |
| HPK Arkatron Minsk        | 56 : 53   | HB Scaligera Vigasio Verona | 28 : 24  | 28 : 29   |
| Stjørnan Klaksvík         | 43 : 55   | HK Slovan Duslo Šaľa        | 20 : 28  | 23 : 27   |
| RK Celeia Žalec           | 39 : 55   | HK Britterm Veselí          | 18 : 23  | 21 : 32   |
| Üsküdar BSK Istanbul      | 104 : 340 | HC Aradhippou               | 63 : 16  | 41 : 18   |
| HK Etar-64 Weliko Tarnowo | 48 :41    | Huyser E&O Emmen            | 26 : 18  | 22 : 23   |
| HBC Bascharage            | 72 : 42   | Bnei Herzliya               | 35 : 22  | 37 : 20   |
| IK Sävehof                | 74 : 54   | Horodnitschanka Hrodna      | 32 : 25  | 42 : 29   |
| Skövde HF                 | 71 : 27   | ŽRK Živinice                | 36 : 8   | 35 : 19   |
| Fémina Visé               | 46 : 62   | HK Lokomotiv Varna          | 23 : 34  | 23 : 28   |

### Runde 2
Die Spiele fanden am 3./4./5./11. Oktober und am 4./5./11./12. Oktober statt.
|                                     | Gesamt     |                      | Hinspiel          | Rückspiel         |
| ----------------------------------- | ---------- | -------------------- | ----------------- | ----------------- |
| Cementos la Union Ribarroja Alaquàs | 64 : 61    | Colégio de Gaia      | 33 : 30 (18 : 14) | 31 : 31 (15 : 15) |
| RK Lokomotiva Zagreb                | 255 : 55 1 | Üsküdar BSK Istanbul | 29 : 27 (12 : 13) | 26 : 28 (16 : 15) |
| Slagelse FH                         | 68 : 42    | Aris Saloniki        | 32 : 22 (16 : 8)  | 36 : 20 (16 : 6)  |
| Storhamar Håndball                  | 68 : 33    | HBC Bascharage       | 35 : 13 (19 : 7)  | 33 : 20 (18 : 10) |
| HC Dunărea Brăila                   | 54 : 60    | HCM Baia Mare        | 31 : 27 (16 : 11) | 23 : 33 (11 : 19) |
| HPK Arkatron Minsk                  | 34 : 72    | Fehérép Alcoa FKC    | 15 : 35 (8 : 16)  | 19 : 37 (8 : 22)  |
| ŽRK Kikinda                         | 68 : 45    | RK Kale Kičevo       | 39 : 23 (21 : 15) | 29 : 22 (14 : 11) |
| Budapest Bank FTC                   | 67 : 54    | HK Slovan Duslo Šaľa | 41 : 23 (20 : 11) | 26 : 31 (13 : 16) |
| Frankfurter HC                      | 69 : 47    | Eglė-Šviesa Vilnius  | 38 : 23 (20 : 11) | 31 : 24 (21 : 12) |
| HK Lokomotiv Varna                  | 54 : 52    | HC Sassari           | 23 : 30 (11 : 16) | 31 : 22 (14 : 13) |
| VfL Oldenburg                       | 78 : 43    | Spono Nottwil        | 36 : 25 (20 : 15) | 42 : 18 (20 : 11) |
| SPES Kefalovrisos Nicosia           | 37 : 71    | Madeira Andebol SAD  | 19 : 36 (9 : 19)  | 18 : 35 (7 : 15)  |
| Issy-les-Moulineaux HB              | 56 : 51    | IK Sävehof           | 28 : 24 (15 : 11) | 28 : 27 (16 : 7)  |
| Skövde HF                           | 62 : 64    | VOC Amsterdam        | 30 : 35 (15 : 17) | 32 : 29 (15 : 13) |
| LC Brühl Handball                   | 75 : 43    | DHW Antwerpen        | 40 : 26 (20 : 12) | 35 : 17 (17 : 7)  |
| HK Etar-64 Weliko Tarnowo           | 48 : 66    | Akaba Bera Bera      | 21 : 33 (11 : 16) | 27 : 33 (14 : 18) |
| ŽRK Borac Banja Luka                | 45 : 75    | Randers HK           | 20 : 38 (12 : 20) | 25 : 37 (11 : 19) |
| GK Kuban Krasnodar                  | 57 : 50    | MKS Zagłębie Lubin   | 32 : 22 (16 : 11) | 25 : 28 (12 : 15) |
| HK 53 Moskau                        | 57 : 45    | HK Britterm Veselí   | 29 : 21 (16 : 10) | 28 : 24 (11 : 15) |
| GK Rostow am Don                    | 62 : 48    | HK Halytschanka Lwiw | 34 : 26 (17 : 14) | 28 : 22 (16 : 9)  |

### Runde 3
Die Spiele fanden am 1./2./8. November und am 8./9. November statt.
|                                     | Gesamt     |                             | Hinspiel          | Rückspiel         |
| ----------------------------------- | ---------- | --------------------------- | ----------------- | ----------------- |
| AC Ormi-Loux Patras                 | 55 : 60    | Fehérép Alcoa FKC           | 27 : 27 (14 : 14) | 28 : 33 (13 : 18) |
| ŽRK Kikinda                         | 43 : 77    | SD Itxako                   | 25 : 35 (15 : 15) | 18 : 42 (8 : 17)  |
| VOC Amsterdam                       | 38 : 84    | C.S. Rulmentul-Urban Brașov | 23 : 35 (12 : 18) | 15 : 49 (7 : 26)  |
| HK 53 Moskau                        | 43 : 46    | ŽRK Naisa Niš               | 23 : 23 (12 : 13) | 20 : 23 (12 : 14) |
| Storhamar Håndball                  | 250 : 50 2 | HC Leipzig                  | 27 : 25 (15 : 15) | 23 : 25 (16 : 11) |
| LC Brühl Handball                   | 47 : 66    | SPR SAFO Lubin              | 28 : 34 (19 : 13) | 19 : 32 (8 : 14)  |
| Üsküdar BSK Istanbul                | 61 : 73    | HK Kuban Krasnodar          | 30 : 39 (15 : 20) | 31 : 34 (11 : 17) |
| HK Motor Saporischschja             | 55 : 59    | Randers HK                  | 32 : 26 (18 : 13) | 23 : 33 (12 : 17) |
| Budapest Bank FTC                   | 71 : 54    | Madeira Andebol SAD         | 38 : 29 (21 : 17) | 33 : 25 (16 : 11) |
| Akaba Bera Bera                     | 258 : 58 2 | GK Rostow am Don            | 31 : 32 (17 : 20) | 27 : 26 (15 : 14) |
| HCM Baia Mare                       | 51 : 50    | Milli Piyango SK            | 29 : 26 (16 : 9)  | 22 : 24 (10 : 12) |
| Dunaferr NK                         | 58 : 60    | VfL Oldenburg               | 31 : 31 (17 : 16) | 27 : 29 (13 : 15) |
| Slagelse FH                         | 66 : 44    | HK Lokomotiv Varna          | 40 : 20 (22 : 8)  | 26 : 24 (12 : 12) |
| Issy-les-Moulineaux HB              | 57 : 50    | ŠKP Bratislava              | 30 : 24 (12 : 9)  | 27 : 26 (10 : 11) |
| Byåsen IL                           | 64 : 55    | Frankfurter HC              | 36 : 31 (22 : 14) | 28 : 24 (14 : 13) |
| Cementos la Union Ribarroja Alaquàs | 46 : 82    | GK Dynamo Wolgograd         | 21 : 42 (14 : 23) | 25 : 40 (9 : 22)  |

### Achtelfinale
Die Spiele fanden am 7./8./14. Februar und am 14./15. Februar statt.
|                     | Gesamt  |                             | Hinspiel          | Rückspiel         |
| ------------------- | ------- | --------------------------- | ----------------- | ----------------- |
| VfL Oldenburg       | 53 : 54 | Randers HK                  | 28 : 27 (11 : 12) | 25 : 27 (10 : 13) |
| ŽRK Naisa Niš       | 58 : 64 | HK Kuban Krasnodar          | 36 : 30 (18 : 11) | 22 : 34 (11 : 18) |
| GK Rostow am Don    | 47 : 56 | Issy-les-Moulineaux HB      | 29 : 30 (14 : 12) | 18 : 26 (11 : 11) |
| HCM Baia Mare       | 55 : 56 | HC Leipzig                  | 27 : 23 (16 : 11) | 28 : 33 (16 : 18) |
| Byåsen IL           | 52 : 48 | SPR SAFO Lubin              | 26 : 24 (16 : 8)  | 26 : 24 (12 : 12) |
| SD Itxako           | 63 : 37 | Slagelse FH                 | 31 : 14 (13 : 6)  | 32 : 23 (15 : 14) |
| Fehérép Alcoa FKC   | 60 : 69 | C.S. Rulmentul-Urban Brașov | 33 : 33 (17 : 20) | 27 : 36 (15 : 19) |
| GK Dynamo Wolgograd | 35 : 29 | Budapest Bank FTC           | 0 : 0 (0 : 0)     | 35 : 29 (15 : 13) |

## Viertelfinale
Die Auslosung des Viertelfinales fand am 17. Februar 2009 um 11:00 Uhr statt.

Die Hinspiele fanden am 14.–16. März 2009 statt. Die Rückspiele fanden am 20.–22. März 2009 statt.
| Mannschaft 1           | Mannschaft 2                | Hinspiel          | Rückspiel         | Gesamt  |
| ---------------------- | --------------------------- | ----------------- | ----------------- | ------- |
| Issy-les-Moulineaux HB | HC Leipzig                  | 15.03. 17:00 Uhr  | 22.03. 15:00 Uhr  | 34 : 41 |
| Issy-les-Moulineaux HB | HC Leipzig                  | 22 : 17 (13 : 7)  | 12 : 24 (5 : 11)  | 34 : 41 |
| Byåsen IL              | C.S. Rulmentul-Urban Brașov | 14.03. 17:00 Uhr  | 21.03. 18:00 Uhr  | 49 : 60 |
| Byåsen IL              | C.S. Rulmentul-Urban Brașov | 27 : 31 (13 : 17) | 22 : 29 (13 : 14) | 49 : 60 |
| SD Itxako              | Randers HK                  | 14.03. 19:00 Uhr  | 20.03. 18:30 Uhr  | 59 : 51 |
| SD Itxako              | Randers HK                  | 27 : 19 (11 : 10) | 32 : 32 (15 : 17) | 59 : 51 |
| GK Kuban Krasnodar     | GK Dynamo Wolgograd         | 16.03. 18:00 Uhr  | 21.03. 14:00 Uhr  | 50 : 70 |
| GK Kuban Krasnodar     | GK Dynamo Wolgograd         | 21 : 35 (11 : 17) | 29 : 35 (13 : 21) | 50 : 70 |

## Halbfinale
Die Auslosung des Halbfinale fand am 24. März 2009 um 11:00 (GMT+2) Uhr statt.

Die Hinspiele fanden am 11./13. April 2009 statt. Die Rückspiele fanden am 18. April 2009 statt.
| Mannschaft 1 | Mannschaft 2                | Hinspiel           | Rückspiel          | Gesamt  |
| ------------ | --------------------------- | ------------------ | ------------------ | ------- |
| SD Itxako    | C.S. Rulmentul-Urban Brașov | 11.04. – 18:00 Uhr | 18.04. – 18:00 Uhr | 51 : 50 |
| SD Itxako    | C.S. Rulmentul-Urban Brașov | 23 : 23 (12 : 10)  | 28 : 27 (13 : 14)  | 51 : 50 |
| HC Leipzig   | GK Dynamo Wolgograd         | 13.04. – 17:00 Uhr | 18.04. – 14:00 Uhr | 45 : 39 |
| HC Leipzig   | GK Dynamo Wolgograd         | 25 : 15 (10 : 6)   | 20 : 24 (10 : 10)  | 45 : 39 |

## Finale
Die Auslosung des Finales fand am 21. April 2009 um 11:00 Uhr (GMT+2) in Wien statt.

Das Hinspiel fand am 9. Mai 2009 statt. Das Rückspiel fand am 17. Mai 2009 statt.
| Mannschaft 1 | Mannschaft 2 | Hinspiel           | Rückspiel          | Gesamt  |
| ------------ | ------------ | ------------------ | ------------------ | ------- |
| SD Itxako    | HC Leipzig   | 09.05. – 16:45 Uhr | 17.05. – 15:15 Uhr | 52 : 45 |
| SD Itxako    | HC Leipzig   | 27 : 19 (14 : 8)   | 25 : 26 (16 : 12)  | 52 : 45 |

### SD Itxako – HC Leipzig27: 19 (14: 8)
9. Mai 2009 in Estella, Pab. M. Tierra Estella-Lizarreria, 2500 Zuschauer
SD Itxako: Callave, Navarro Giménez – Alberto (9), Alonso Bernardo  (4), Barnó  (4), Fernández Molinos  (4), Pinedo (4), Medeiros de Oliveira   (1), Nygard Pedersen (1), Berenguel Verdegay, Egozkue Extremado, Melinte, Mihai, Pena Abaurrea
HC Leipzig: Schülke, Milde – Eriksson  (3), Müller (3), Ommundsen (3), Stange (3), Urne  (3), Holmgren   (2), Kudłacz (2), Augsburg , Daniels, Stokholm-Olsen, Ulbricht , Wirén
Referees:  Nenad Krstic & Peter Ljubic

### HC Leipzig – S.D. Itxako26: 25 (12: 16)
17. Mai 2009 in Leipzig, Arena Leipzig, 7100 Zuschauer
HC Leipzig: Schülke, Milde – Ommundsen (11), Kudłacz (7), Eriksson  (3), Müller (3), Holmgren   (1), Ulbricht (1), Augsburg, Daniels, Stange, Stokholm-Olsen, Urne , Wirén
SD Itxako: Callave, Navarro Giménez – Alberto (7), Pena Abaurrea (6), Alonso Bernardo (3), Fernández Molinos (2), Pinedo  (2), Araujo Pinheiro (1), Barnó   (1), Berenguel Verdegay (1), Egozkue Extremado (1), Medeiros de Oliveira (1), Mihai , Nygard Pedersen (1)
Referees:  Kim Andersen & Per Morten Sodal

## Weblink
- Offizielle Seite der EHF zum Europapokal (engl.)